# Pedro Saback
Pedro Saback Saint Clair (Rio de Janeiro, 19 de janeiro de 1996) é um ator, cantor, compositor e palhaço brasileiro. Ficou conhecido pelo seu papel como protagonista da série infantil Um Menino muito Maluquinho, exibida pela TVE e o Disney Channel em 2006, interpretando o personagem criado por Ziraldo aos 10 anos de idade. A série foi dirigida por César Rodrigues e teve 26 episódios em sua primeira temporada. Posteriormente, Pedro foi vocalista da banda de rock carioca Corja, formada em 2011.

## Filmografia

### Televisão
| Ano  | Título                     | Personagem        | Nota(s)     |
| ---- | -------------------------- | ----------------- | ----------- |
| 2007 | Bicho do Mato              | Gui               | [ 4 ]       |
| 2006 | Um Menino muito Maluquinho | Menino Maluquinho | [ 5 ] [ 6 ] |

### 
1. ↑  «19 de janeiro». Consultado em 5 de março de 2011
2. ↑  Jornalista Externo (8 de março de 2006). «Petrobras patrocina série Um Menino Muito Maluquinho na TVE». Redação Paraná Online. Consultado em 5 de março de 2011. .
3. ↑  https://www.youtube.com/watch?v=mOVvzAQiHx4
4. ↑  «Atores-mirins revelam onde gostariam de passar o Dia da Criança». O Globo. Consultado em 4 de maio de 2018
5. ↑  Coelho, Alexandre (26 de março de 2006). «Elenco acerta o tom na série "Um Menino Maluquinho"». Redação Terra. Consultado em 5 de março de 2011
6. ↑  TV Press (18 de março de 2006). «Um Menino muito Maluquinho estreia neste domingo». Redação Terra. Consultado em 5 de março de 2011[ligação inativa]